# Синто
Синто́ або синтої́зм (яп. 【神道】, しんとう, [ɕintoː], сінтō, «шлях божеств»; англ. Shintō) — політеїстична язичницька релігія японців. В основі лежать анімістичні, фетишистичні, тотемістичні вірування. На відміну від світових релігій не має засновника та єдиного святого письма. Сформувалася у релігійну систему під впливом буддизму, даосизму і конфуціанства. Виконувала роль державної релігії Японії у 1870—1945 роках. Представлена декількома школами і течіями. Об'єктами поклоніння є небесні й земні божества (камі) — небожителі, духи і явища природи, герої старовини, померлі родичі, тварини, предмети побуту тощо. Основні місця вшанування божеств — святилища (дзиндзя або ясіро); найбільші з них — Ісе, Ідзумо, Іцукусіма, Нікко. Традиційні форми вшанування божеств — молебні та свята (мацурі). Немає символу віри і догматів; розглядає людську природу як добру. Головним принципом цього вчення є жити зараз, бути «чистим, світлим, правильним і відвертим» (浄明正直), а не готувати себе до загробного світу. Серед базових кодифікованих книг — історичні хроніки й збірки міфів «Кодзікі», «Ніхон Сьокі», «Коґо дзюї» та інші, які містять основні положення, опис церемоній та тексти молитов. Також — Шлях богів (від　яп. かみのみち, камі-но-міті).

## Короткі відомості
На відміну від світових релігій, Синто не має усталеного «священного письма». Натомість існує цілий ряд кодифікованих книг, так звані «Божественні правила» (神典), до якого входять «Кодзікі», «Ніхон сьокі», «Коґо дзюї» та інші, які містять основні положення, опис церемоній та тексти молитов цієї релігії.
Об'єктом поклоніння в Синто є боги-духи камі (神), що заселяють увесь всесвіт. Вони умовно поділяються на небесних і земних. Важливою складовою релігії є вшанування померлих родичів та проведення свят (мацурі). Головним принципом, яким керуються віруючі, є жити «чисто, радісно, правильно і відверто» (浄明正直).
Синто не має моралістичних концепцій подібно іншим філософсько-релігійним системам. Це гедоністична релігія, яка розглядає людську природу як апріорно добру. Головним кредом цього вчення є жити зараз, а не готувати себе до загробного життя.

## Історія

### Рання історія
Довкола походження Синто вирують наукові дебати і політичні пристрасті. Більшість японських вчених, які захищають самобутність своєї нації і релігії, твердять що початки Синто вже можна знайти у неолітному періоді Дзьомон. Їм заперечують насамперед релігієзнавці Заходу з США, які наполягають на тому, що Синто склалося у період Яйой з появою на Японських островах рисівництва та великої кількості північно-азійських мігрантів. Ряд науковців взагалі вважають, що Синто не існувала як релігійна система принаймні до 18-19 століття, а тому варто говорити не про початки Синто, а про існування у доісторичні часи набору вірувань з елементами вшановування богів-духів камі.
На світанку історії мешканці різних регіонів Японії вклонялися різноманітним божествам. З появою і домінуванням держави Ямато у 3-5 століттях, з великої кількості божеств вивищуються боги-камі імператорської родини. Для упорядкування міфів та переказів, а також для створення ієрархії японських богів та доведення вищості богів пантеону Ямато, у 8 столітті були створені книги «Кодзікі» та «Ніхон Сьокі».
Ранні обряди проводилися перед лісами, горами або скелями. Боги-камі не були ще антропоморфними. Храмів або святилищ не існувало. Ситуація змінилася з приходом на Японські острови буддизму. Божества набули людських рис, а їх самих почали вшановувати у невеликих будівлях, які стали згодом святилищами-дзиндзя. Перші з них були зведені у Ідзумо (659) та Ісе (690).

### Синто іБуддизм
З появою у 6 столітті на Японських островах ієрогліфічної писемності, буддизму а також інших релігійно-філософських концепцій з Китаю, розпочався тривалий процес перетравлювання імпортованих ідей та структуризація японських традиційних вірувань. Перші хроніки 8 століття відобразили систему японської міфології, у яку були закладені поняття ієрархії богів-камі Японського архіпелагу та ідея божественності імператорського роду країни.
Швидке поширення буддизму сприяло змішанню його філософських положень з практикою японського Синто. Утворилася так звана синкретична система сінбуцу сюґо (神仏習合). У цій системі японські стародавні боги-камі, не втрачаючи своєї божественної природи, ставали бодгісаттвами або буддами і оборонцями буддистського Закону. Так зокрема, богиня сонця Аматерасу-Омікамі, до роду якої належали японські імператори, проголошувалась бодхісатвою Дайнічі-Ньорай (Великий будда сонця), центральною маніфестацією Будди.
Мирне співіснування Синто і буддизму тривало до середини періоду Едо. У 18 столітті японські вчені державницької філософської течії «кокуґаку» почали займатися пошуками «японськості» Синто, відкидаючи культурні нашарування попередніх епох. Зокрема Мотоорі Норінаґа (1730—1801) намагався відтворити первісний образ японської релігії, «відчищаючи» її від іноземних концепцій та постулатів. Ця загальна тенденція японської інтелектуальної еліти до поділу Синто і буддизму (神仏分離) набула втілення після реставрації Мейдзі (1868).

### Синто як державна релігія
З настанням періоду Мейдзі, Синто було відділене від буддизму та проголошене державною релігією. Імператор ставав головним первосвящеником, довкола якого гуртувалися вірні — вся японська нація. Синтоїстські святилища були зведені у новоосвоєних землях Хоккайдо та завойованих територіях Тайваню і Кореї.
З 1871 року японський уряд поділив усі дзиндзя країни на 12 ступенів, які починалась святилищем імператорського роду в Ісе і закінчувались малими «капличками» у містах і селах. Держава організувала у навчальних закладах курси з основ Синто. Священики були прирівняні до державних службовців. Вперше були сформульовані синтоїстські догмати. Реформування Синто сприяло росту японського націоналізму, який поєднав західну ідеологію побудови нації зі східним містицизмом.
У 1945 році, з поразкою Японії у другій світовій війні та проголошенням принципу розмежування світської і духовної влади, Синто як державна релігія перестала існувати.

### Післявоєнне Синто
Хоча після війни Синто перестало бути основною релігією держави, а її голова, імператор Хірохіто проголосив, що він не є «богом», більшість японців залишились відданими цьому віровченню. Багато синтоїстів повернулись до споконвічного синкретизму з буддизмом. Опитування, які були проведені у 1970-х роках, засвідчили, що дві третини японців є водночас і буддистами, і синтоїстами.
Сучасні святилища-дзиндзя намагаються допомагати простим людям, обіцяючи їм «налагодження зв'язків» із місцевими богами-камі та пращурами. Більшість мешканців Японії відвідують святилища на Новий рік та свята мацурі. Синто продовжує відігравати важливу роль у житті японців.

## Типологізація Синто
Дослідники поділяють Синто на декілька типів для полегшеного розуміння цієї релігійно-філософської системи.
- Синто святилищ — найстаріший і найпоширеніший тип синтоїзму у стародавній і сучасній Японії, який акцентує увагу на вшановуванні богів-камі конкретних місцевостей у конкретних місцях для поклоніння (святилищах дзиндзя).

- Синто сектантське — різновид синтоїзму, який об'єднує близько тринадцяти релігійних громад, що утворилися у 19 столітті. Ритуали цих громад проводяться не у традиційних святилищах, а залах, на зразок протестантських церков. Синто даного типу включає секти поклонників гір, секти зцілювачів, конфуціанські секти та секти «Рідного синто» або «Відродження віри». Також, до цього типу синтоїзму часто відносять такі віровчення як Конко-кьо, Тенрі-кьо та Куродзумі-кьо, хоча їх представники дистанціюють себе від Синто.

- Синто народне — тип синтоїзму, який складається з чисельних, але фрагментарних і не систематизованих вірувань у богів-камі, духів, привидів і чудовиськ. Релігійна практика зводиться до ворожби, зцілювань, шаманських обрядів. Більшість з них — це, переважно, запозичення з китайського даосизму та буддизму, однак є суто японські традиційні техніки.

- Синто державне — одна з форм синтоїзму, який виконував функції державної релігії. Була панівною від реставрації Мейдзі (1868) до кінця другої світової війни. Характерними рисами цього Синто є відособленість від інших релігійних систем (буддизму чи конфуціанства) та верховенство імператора Японії, «живого бога» та первосвященника, над вірними.

## «Кредо» Синто
Хоча у синтоїзмі немає абсолютних положень і догм віри, існує декілька головних правил, які скеровані на те, щоб синтоїст «жив просто і гармонійно у природі та суспільстві». Цими правилами є:
- Шанування родини і традицій (Родина є місцем накопичення, створення і передання цих традицій. Головними святкуваннями для родини є народження і шлюб);
- Любов до природи (Пошана до богів-камі виражається, насамперед, у дбайливому ставленні до природи, яка є місцем їх проживання. Будь-який природний об'єкт — чи то тварина, чи то дерево, чи то камінь — є еманаціями всесвітньої життєдайної енергії мусубі);
- Дотримання чистоти (Чистоти тіла і духу є необхідними умовами існування і підтримання здорового і, відповідно, правильного способу життя синтоїста);
- Проведення мацурі (Для розваги і вмиротворення богів-камі обов'язковим є влаштування свят хоча б раз на рік для одного божества).